# Глебово (городской округ Истра)
Глебово (в прошлом Глебово-Брусилово) — деревня в городском округе Истра Московской области России. Население — 89 чел. (2010).
Расположена в 17 км к западу от окружного центра — города Истры, на высоком левом берегу реки Маглуши, высота — 189 м над уровнем моря. С Истрой населённый пункт связан автобусным сообщением (автобус № 46).
Впервые Глебово упоминается в писцовой книге по Рузскому уезду 1567—1569 годов. «Сельцо Глебовское на реке на Мологощи» в то время находилось в центре волости Воиничи Рузского уезда. Глебовское с приписанными к нему деревнями (в том числе Нестерово, Щукино) и починками принадлежало детям Дмитрия Лыкова (из рода бояр Лыковых) — Степану, Андрею и Петру. К 1625—1626 годам деревни и починки сельца Глебовское запустели, само Глебовское принадлежало князю Григорию Ромодановскому, после его смерти (1628) перешло к его сыну Ивану — последний упомянут в качестве владельца сельца в переписной книге 1646 года. Неизвестно, который из сыновей Ромодановского, носивший это имя, — Иван Большой или Иван Меньшой — был хозяином Глебовского. По переписной книге 1646 года в Глебово было 7 крестьянских дворов и 30 человек жителей. Церковь, несмотря на то, что Глебово было селом, отсутствовала. В 1678 году владельцем Глебова с соседними деревнями Высокое и Горки числился ещё один сын князя Григория — Фёдор (до 1636—1689). После Фёдора Ромодановского (1705) Глебовым, Высоким и Горками владел Григорий Борисович Соколов, по фамилии которого сельцо стало называться Глебово-Соколово.
В селе Глебово находилась усадьба Шиловских, последним владельцем которой был брат генерала А. А. Брусилова Борис Алексеевич (1855—1918).
Храм Казанской иконы Божией Матери поставлен помещиком Степаном Шиловским в 1849 году, выстроен по проекту архитектора Константина Тона.
С 1994 по 2005 год деревня входила в состав Букарёвского сельского округа Истринского района, с 2005 по 2017 год — в состав сельского поселения Букарёвское Истринского района.

## Население
| 2002 | 2006 | 2010 |
| ---- | ---- | ---- |
| 78   | →78  | ↗89  |